# Карла Коуту
Карла Софія Базіліу Коуту або просто Карла Коуту (порт. Carla Sofia Basilio Couto; нар. 12 квітня 1974, Лісабон, Португалія) — португальська футболістка, нападниця.

## Клубна кар'єра
Нардилася в Лісабоні, футболом розпочала займатися у клубі «Луїш де Камоеш». Дорослу футбольну кар'єру розпочала 1990 року (на той момент Кларі виповнилося 16 років) у столичному «Спортінгу», в якому виступала до кінця 1992 року.
Після цього один сезон провела в «Тражусі», а в 1993 році перейшла у «Прімейру Дісембру», де виступала до кінця 1997 року.
Один сезон провела в команді «К.Ф.Бенфіка», у другій половині 1998 року повернулася в «Прімейру Дісембру», з яким виграла португальський чемпіонат 2000 та 2002 року. 25 вересня 2002 року дебютувала у Кубку УЄФА в поєдинку проти австрійського Інсбрука.
У 2002 році 28-річна Коуту виїхала до Китаю, де нетривалий період часу виступала за місцевий «Гуандонг Гаїн». Наступного року повернулася в «Прімейру Дісембру», де протягом 9 років 9 разів поспіль разом з клубом вигравала португальський чемпіонат (загалом виграла 11 чемпіонств у Португалії), а в період з 2004 по 2011 рік 6 разів вигравала кубок Португалії (за винятком 2005 та 2009 років).
У 2011 році 37-річна португалка перейшла до італійського «Лаціо». Дебютувала в Серії А 8 жовтня 2011 року в переможному (1:0) поєдинку проти «Флоренції». Карла вийшла на поле в стартовому складі. Дебютним голом у Серії А відзначилася 12 листопада на 58-й хвилині поєдинку проти «Комо 2000». Протягом сезону, проведеного в команді, зіграла 26 матчів в елітному дивізіоні чемпіонату Італії, в якому відзначилася 4-а голами. «Лаціо» ж посів 11-е місце в Серії А, через що грав перехідні матчі з «Венецією 1984», в якому поступився представнику Серії B. Проте зрештою столичний клуб залишився в еліті італійського футболу, оскільки венеційський клуб не зміг отримати ліцензію на участь в чемпіонаті. Проте Коуту вирішила залишити команду.
У 2012 році повернулася на батьківщину, де опинилася в скромному «Монтра де Талентош». У червні 2014 року у віці 40-років гравчиня «Валадаєш Гайя» завершила кар'єру футболістки та перейшла працювати до тренерського штабу жіночої збірної Португалії.

## Кар'єра в збірній
У футболці збірної Португалії дебютувала 11 листопада 1993 року (у віці 19 років) у Фару, в програному (0:3) поєдинку проти Швеції. Карла вийшла на поле в тому матчі на 59-й хвилині. Дебютним голом за португальську збірну відзначилася 20 березня 1994 року в переможному (2:0) поєдинку першого туру Кубку Алгарве проти Фінляндії, на 55-й хвилині Коуту встановила відкрила рахунок у матчі.
Свій 100-й поєдинок у збірній Португалії провела 18 червня 2006 року в Рейк'явіку, в рамках кваліфікації до чемпіонату світу 2007 року в Китаї. У тому матчі перемогу здобули ісландки (3:0). Востаннє футболку національної збірної одягала 5 квітня 2012 року, за тиждень до свого 38-річчя, у місті Вінер-Нойштадт, в рамках кваліфікації чемпіонату Європи 2013 проти Австрії (португалки поступилися з рахунком 0:1). Коуту вийшла на поле в стартовому складі та відіграла 69 хвилин.
Загалом у футболці збірної Португалі провела 145 матчів та відзначилася 29 голами, за кількістю проведених матчів у червоно-зеленій майці поступається лише Кріштіану Роналду (з урахуванням чоловіків-футболістів).

## Статистика виступів

### Клубна
Станом на 26 травня 2012.
| Сезон             | Клуб              | Чемпіонат         | Чемпіонат | Чемпіонат | Національний кубок | Національний кубок | Національний кубок | Континентальний кубок | Континентальний кубок | Континентальний кубок | Інші кубки | Інші кубки | Інші кубки | Загалом | Загалом |
| Сезон             | Клуб              | Змаг              | Матчі     | Голи      | Змаг               | Матчі              | Голи               | Змаг                  | Матчі                 | Голи                  | Змаг       | Матчі      | Голи       | Матчі   | Голи    |
| ----------------- | ----------------- | ----------------- | --------- | --------- | ------------------ | ------------------ | ------------------ | --------------------- | --------------------- | --------------------- | ---------- | ---------- | ---------- | ------- | ------- |
| 2011-2012         | «Лаціо»           | Серія А           | 25+1      | 4+0       | КІ                 | ?                  | ?                  | -                     | -                     | -                     | -          | -          | -          | 26      | 4       |
| Усього за кар'єру | Усього за кар'єру | Усього за кар'єру | 26        | 4         | -                  | ?                  | ?                  | -                     | -                     | -                     | -          | -          | -          | 26      | 4       |

## Досягнення
«Прімейру Дісембру»
- Національний чемпіонат Португалії
  -  Чемпіон (11): 1999/00, 2001/02, 2002/03, 2003/04, 2004/05, 2005/06, 2006/07, 2007/08, 2008/09, 2009/10, 2010/11

- Кубок Португалії
  -  Володар (6): 2003/04, 2005/06, 2006/07, 2007/08, 2009/10, 2010/11

«Валадаєш Гайя»
- Кубок Португалії
  -  Фіналіст (1): 2012/13

- Національний чемпіонат Португалії
  -  Срібний призер (1): 2012/13